# Hipposideros semoni
Hipposideros semoni — є одним з видів кажанів родини Hipposideridae.

## Поширення
Країни поширення: Австралія, Папуа Нова Гвінея. Знайдений від 200 до 1400 м над рівнем моря. Мешкає в тропічних лісах, саванових лісах і сухій відкритій місцевості. Лаштує сідала в печерах, шахтах, старих будівлях, водопропускних трубах під дорогами і в дуплах дерев.

## Загрози та охорона
Поки не відомо, чи є серйозні загрози для цього виду. Вид присутній в деяких охоронних територіях.